# HMS Woolston (L49)
«Вулстон» (англ. HMS Woolston (L49) — військовий корабель, ескадрений міноносець «Торнікрофт» типу «W» Королівського військово-морського флоту Великої Британії за часів Першої та Другої світових війн.
«Вулстон» був закладений 25 квітня 1917 року на верфі компанії John I. Thornycroft & Company Limited у Вулстоні. 27 січня 1918 року він був спущений на воду, а 28 червня 1918 року увійшов до складу Королівських ВМС Великої Британії.
Корабель брав участь у бойових діях на морі в Першій та Другій світових війнах. У роки Другої світової переважно бився в Атлантиці, на Середземному морі, біля берегів Франції, Англії та Норвегії. За проявлену мужність та стійкість у боях удостоєний чотирьох бойових відзнак.

## Історія служби

### 1942
1 березня 1942 року з порту Рейк'явіка до Мурманська у супроводі ближнього ескорту вирушив конвой PQ 12, який налічував 16 вантажних суден зі стратегічно важливими матеріалами та військовою технікою для Радянського союзу. 3 та 5 числа з Рейк'явіка та зі Скапа-Флоу відповідно вийшли сили далекого океанського супроводження У той же час з Росії вийшов назустріч конвой QP 8. Місцем рандеву для транспортних конвою та кораблів ескорту визначався норвезький острів Ян-Маєн.
За даними британської розвідки на перехоплення транспортних конвоїв німці зібрали рейдову групу на чолі з лінкором «Тірпіц». Невдовзі після виходу німецького рейдера з норвезького фіорду підводний човен «Сівулф» виявив його у відкритому морі. Обидва угруповання кораблів здійснили спробу напасти на противника, але марно. Урешті-решт «Тірпіц» повернув додому, а 12 березня 1942 року конвой PQ 12 благополучно прибув до Мурманська, не втративши жодного корабля чи судна.
Згодом корабель входив до складу ескортних сил, що супроводжували арктичні конвої PQ 13, QP 8 та QP 10.